# Vayeira
Vayeira, Vayera, o Va-yera (in ebraico: וַיֵּרָא — tradotto in italiano: "e apparve", incipit di questa parashah) è la quarta porzione settimanale della Torah (parashah o anche parsha/parscià) nel ciclo annuale ebraico di letture bibliche dal Pentateuco. Rappresenta il passo 18:1-22:24 della Genesi. Gli ebrei lo leggono durante il quarto Shabbat dopo Simchat Torah, generalmente in ottobre o novembre.
Le comunità ebraiche leggono anche parti della parashah come letture della Torah in occasione di Rosh Hashanah. Genesi 21 è la lettura biblica per il primo giorno di Rosh Hashanah, e Genesi 22 è la lettura biblica per il secondo giorno di Rosh Hashanah. Nell'Ebraismo riformato, Genesi 22 rappresenta la lettura della Torah per l'unico giorno osservato di Rosh Hashanah.
La parashah narra le storie dei tre visitatori di Abramo e le trattative di Abramo con Dio per salvare Sodoma e Gomorra, i due visitatori di Lot e le sue trattative coi sodomiti, la fuga di Lot e la distruzione di Sodoma e Gomorra, come Abramo ancora una volta fa passare sua moglie Sara per sua sorella, la nascita di Isacco, l'espulsione di Agar, le dispute per i pozzi, e l'episodio del sacrificio di Isacco.

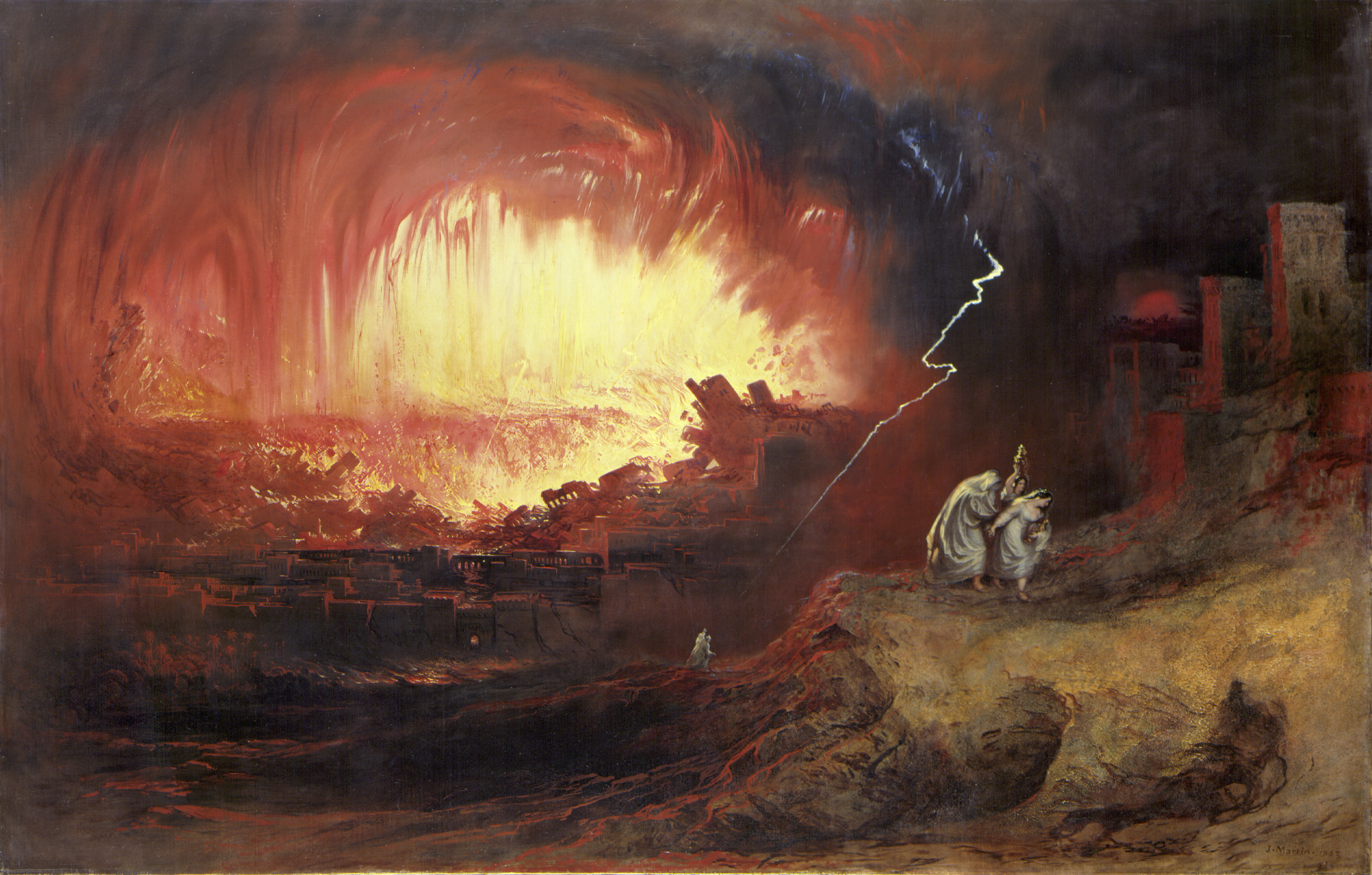
La distruzione di Sodoma e Gomorra (dipinto di John Martin del 1852)

## Comandamenti
Secondo Maimonide e lo Sefer ha-Chinuch, non ci sono comandamenti (mitzvot) in questa parshah.

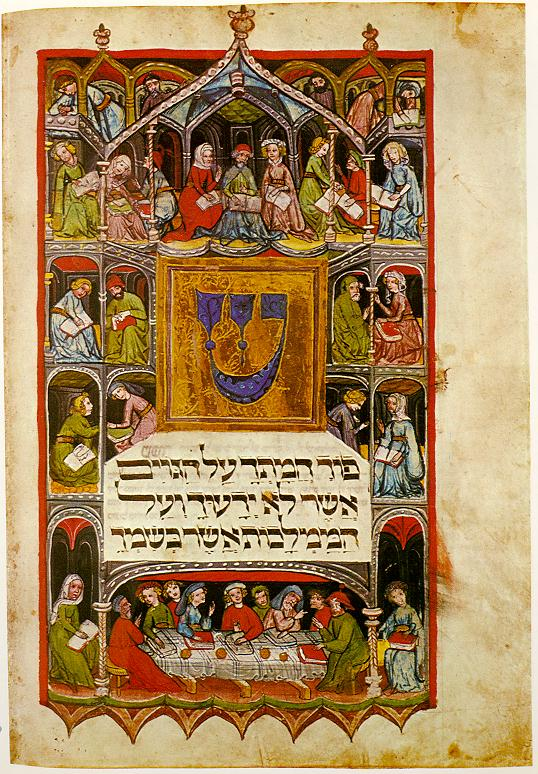
Pagina di una Haggadah tedesca del XIV secolo

## Haftarah
La haftarah della parashah è:
- per gli aschenaziti, 2 Re 4:1-37[6]
- per gli sefarditi: 2 Re 4:1-23[7]
- per i caraiti: Isaia 33:17[8]–35:10[9]

Sia la parashah che la haftarah in 2 Re narrano del dono di Dio a donne sterili. In entrambe un inviato divino visita la donna sterile e viene accolto generosamente con pronta ospitalità; l'età del coniuge fa dubitare della possibilità della coppia ad avere figli; Il rappresentante di Dio annuncia che un figlio verrà concepito durante una particolare stagione dell'anno a venire; la donna concepisce e partorisce un figlio come annunciato; la morte minaccia il figlio promesso; e l'inviato divino interviene e salva il figlio promesso.

### Antichi
- Codice di Hammurabi 170–171. Circa 1780 a.e.v..

### Biblici
- Genesi 7:12-23[1] (distruzione nel Diluvio); Genesi 12:10-20[2]; HE 15:5[3](numerosi come le stelle); Genesi 26:1-33[4]
- Esodo 2:3[5] (abbandono del neonato); Esodo 12:29-30[6] (distruzione dei primogeniti egiziani); Esodo 13:11-15[7] Esodo 22:28-29[8]
- Numeri 22:21-22[9] (si alzò la mattina, sellò l'asina e se ne andò con i capi di Moab)
- Deuteronomio 1:10[10] (numerosi come le stelle)
- Giudici 11:1-40[11]; Giudici 19:1-30[12]
- 2 Re 3:26-27[13]; 2 Re 16:2-3[14]; 2 Re 21:1-6[15]
- Geremia 32:27[16] (niente è impossibile a Dio)

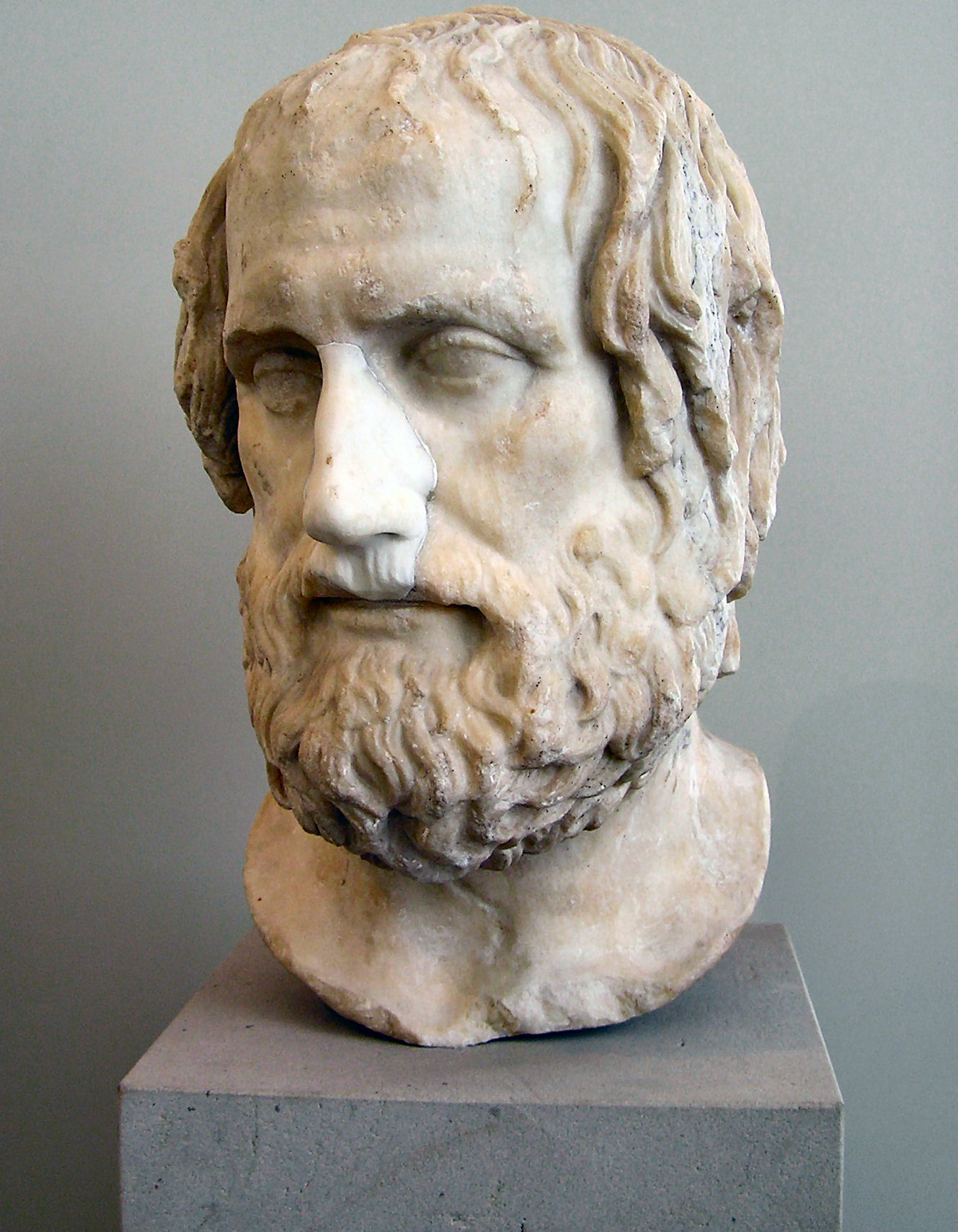
Euripide

- Ezechiele 9:4-6[17] (distruzione dei peccatori di Gerusalemme); Ezechiele 16:3-5[18] (abbandono del neonato); Ezechiele 16:46-51[19] (Sodoma); Ezechiele 20:25-26[20]

### Non rabbinici
- Euripide. Ifigenia in Aulide. 410 a.e.v.
- Filone (poeta). Su Gerusalemme. Frammento 2. III-II secolo a.e.v.. Citato da Eusebio. Praeparatio evangelica. 9:20:1. Trad. (EN)  di H. Attridge. In The Old Testament Pseudepigrapha: Volume 2: Expansions of the “Old Testament” and Legends, Wisdom and Philosophical Literature, Prayers, Psalms, and Odes, Fragments of Lost Judeo-Hellenistic works. Curato da James H. Charlesworth, 783. New York: Anchor Bible Series, 1985. ISBN 0-385-18813-7. (Sacrificio di Isacco).
- Virgilio. Georgiche 4:456. 37–30 a.e.v. (Orfeo e Euridice.)

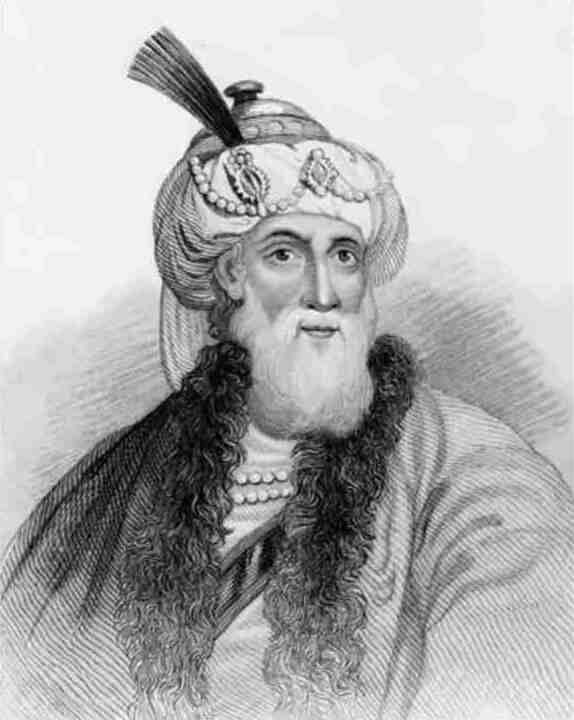
Flavio Giuseppe

- Libro dei Giubilei 17:1–18:19.
- Flavio Giuseppe. Antiquities, 1:10:5; 1:11:1–4; Archiviato l'8 agosto 2006 in Internet Archive. 1:12:1–4; Archiviato l'8 agosto 2006 in Internet Archive. 1:13:1–4. Archiviato il 9 agosto 2012 in Internet Archive. Circa 93–94. Ristampa su, int. al., The Works of Josephus: Complete and Unabridged, New Updated Edition. Trad. (EN)  di William Whiston. Peabody, Mass.: Hendrickson Pub., 1987. ISBN 0-913573-86-8.
- Quarto libro dei Maccabei 13:11–12; 16:18–20.
- Lettera di Barnaba 7:3–4.
- Lettera agli Ebrei 11:11-19[21]
- Lettera di Giacomo 2:20-24[22]
- Qur'an 2:124–32; 11:69–83; 15:51–79; 29:31–35; 37:99–113; 51:24–37; 53:53–54; 69:9–10. Arabia, VII secolo.

### Rabbinici classici
- Mishnah: Bava Kamma 8:7; Avot 5:3, 6, 10. III secolo. Rist. su, int. al. The Mishnah: A New Translation. Translated by Jacob Neusner. New Haven: Yale University Press, 1988. ISBN 0-300-05022-4.
- Tosefta: Berakhot 1:15; Maaser Sheni 5:29; Rosh Hashanah 2:13; Taanit 2:13; Megillah 3:6; Sotah 4:1–6, 12, 5:12, 6:1, 6; Bava Kamma 9:29; Sanhedrin 14:4. III-IV secolo. Rist. su The Tosefta: Translated from the Hebrew, with a New Introduction. Trad. (EN)  Jacob Neusner. Peabody, Mass.: Hendrickson Pub., 2002. ISBN 1-56563-642-2.
- Sifre al Deuteronomio 2:3[23]. Rist. Sifre to Deuteronomy. Trad. (EN)  di Jacob Neusner, vol. 1, 26. Atlanta: Scholars Press, 1987. ISBN 1-55540-145-7.
- Talmud gerosolimitano: Berakhot 4b–5a, 43a–b; Peah 8b; Yoma 18a; Rosh Hashanah 9b; Megillah 31b. Land of Israel, circa 400 CE. Reprinted in, e.g., Talmud Yerushalmi. Curato da Chaim Malinowitz, Yisroel Simcha Schorr, e Mordechai Marcus, vols. 1, 3, 21, 24, 26. Brooklyn: Mesorah Publications, 2005–2012.
- Genesis Rabba 48:1–57:4. Terra di Israele, V secolo. Rist. su Midrash Rabbah: Genesis. Trad. (EN)  di H. Freedman e Maurice Simon. London: Soncino Press, 1939. ISBN 0-900689-38-2.
- Talmud babilonese: Berakhot 26b–27a, 29a, 56b, 62b; Pesachim 4a, 54a, 88a, 119b; Yoma 28b, 38b; Rosh Hashanah 11a, 16b; Taanit 8a–b, 16a; Megillah 28a, 31a; Moed Katan 16b; Yevamot 63a, 65b, 76b–77a, 79a; Ketubot 8b; Nedarim 31a; Sotah 9b–10b; Kiddushin 29a; Bava Kamma 92a, 93a; Sanhedrin 89b; Chullin 60b. Babylonia, 6th century. Rist. int. al. come Talmud Bavli. Curato da Yisroel Simcha Schorr, Chaim Malinowitz, e Mordechai Marcus, 72 voll. Brooklyn: Mesorah Pubs., 2006.

### Medievali

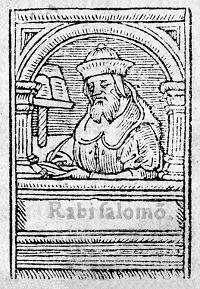
Rashi

- Solomon ibn Gabirol. A Crown for the King, 7:67. Spain, 11th century. Translated by David R. Slavitt, 10–11. New York: Oxford University Press, 1998. ISBN 0-19-511962-2.
- Rashi. Commentary. Genesis 18–22. Troyes, France, late 11th century. Reprinted in, e.g., Rashi. The Torah: With Rashi's Commentary Translated, Annotated, and Elucidated. Translated and annotated by Yisrael Isser Zvi Herczeg, 1:173–240. Brooklyn: Mesorah Publications, 1995. ISBN 0-89906-026-9.
- Judah Halevi. Kuzari. 2:14, 80; 5:20. Toledo, Spain, 1130–1140. Reprinted in, e.g., Jehuda Halevi. Kuzari: An Argument for the Faith of Israel. Intro. by Henry Slonimsky, 91, 130–31, 282–83. New York: Schocken, 1964. ISBN 0-8052-0075-4.
- Shalom Spiegel and Judah Goldin. The Last Trial: On the Legends and Lore of the Command to Abraham to Offer Isaac as a Sacrifice: The Akedah. Jewish Lights: 1993. ISBN 1-879045-29-X
- Zohar 1:97a–120b. Spain, late 13th century.

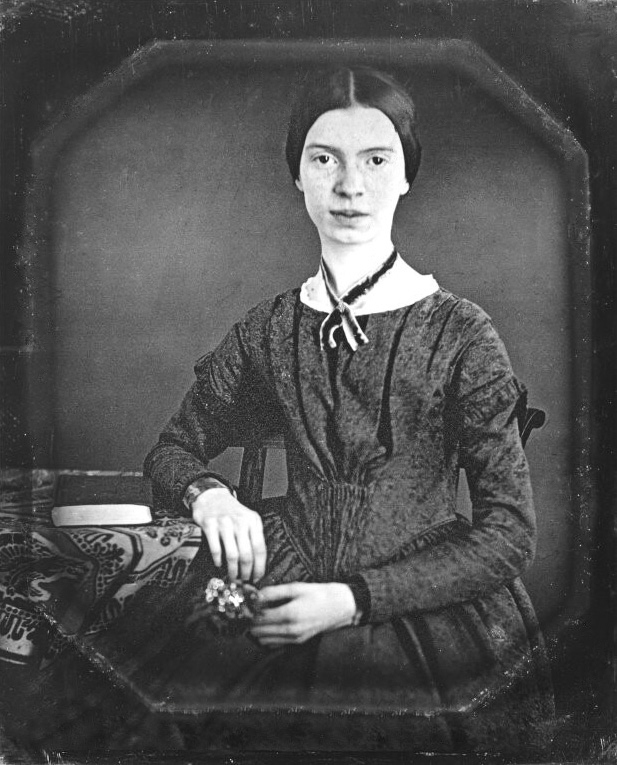
Dickinson

### Moderni
- Thomas Hobbes. Leviatano, 3:34, 36, 38, 40, 42. Inghilterra, 1651. Rist. curata da C. B. Macpherson=, 436–37, 456–57, 460, 486, 500–01, 584–85. Harmondsworth, England: Penguin Classics, 1982. ISBN 0-14-043195-0.
- Søren Kierkegaard. Timore e tremore. 1843. Rist., Londra: Penguin Classics, 1986. ISBN 0-14-044449-1.
- Henry Wadsworth Longfellow The Jewish Cemetery at Newport . Boston, 1854. Rist. su Harold Bloom. American Religious Poems, 80–81. New York: Library of America, 2006. ISBN 978-1-931082-74-7.
- Emily Dickinson. Poem 504 (You know that Portrait in the Moon —); Poem 1317 (Abraham to kill him —). Circa 1874. In The Complete Poems of Emily Dickinson. Curato da Thomas H. Johnson, 245, 571–72. New York: Little, Brown & Co., 1960. ISBN 0-316-18414-4.

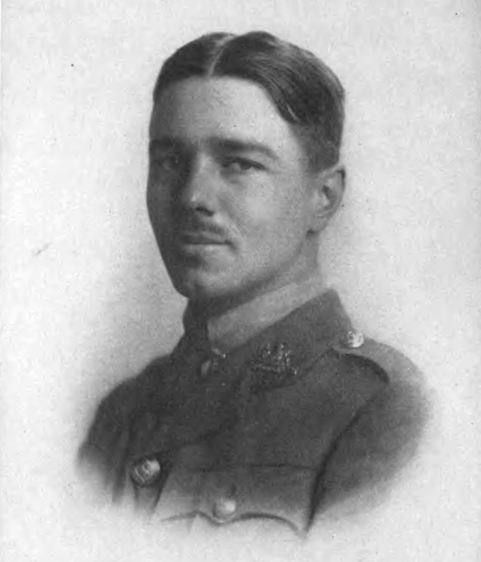
Owen

- Wilfred Owen. The Parable of the Old Man and the Young. 1920. In The Collected Poems of Wilfred Owen. Cur. da C. Day Lewis, 42. New York: New Directions Publishing, 1965. ISBN 0-8112-0132-5.
- Thomas Mann. Giuseppe e i suoi fratelli. Trad. (EN)  di John E. Woods, 9, 54, 79–82, 91, 97–98, 141, 147–49, 152–55, 159–60, 227–28, 294, 347, 363–64, 386, 400, 425, 471, 474–75, 488, 498, 520–22, 693, 715–16, 748, 806. New York: Alfred A. Knopf, 2005. ISBN 1-4000-4001-9. Originale pubbl. come Joseph und seine Brüder. Stockholm: Bermann-Fischer Verlag, 1943.
- Anna Frank. Diario Ediz. definitiva curata da Otto H. Frank e Mirjam Pressler; trad. (EN)  di Susan Massotty, 294. New York: Doubleday, 1995. ISBN 0-385-47378-8. Originale publ. come Het Achterhuis. Paesi Bassi, 1947. ("E cosa significa [la colpa] di Sodoma e Gomorra”)
- Benjamin Britten. Canticle II: Abraham and Isaac, Op. 51. 1952.
- Louis Armstrong. “Aunt Hagar's Blues.” In Louis Armstrong Plays W.C. Handy. Columbia Records, 1954.
- Morris Adler. The World of the Talmud, 94. B'nai B'rith Hillel Foundations, 1958. Reprinted Kessinger Publishing, 2007. ISBN 0-548-08000-3.
- Bob Dylan. “Highway 61 Revisited.” Su Highway 61 Revisited Columbia Records, 1965.
- Martin Buber. On the Bible: Eighteen studies, 22–43. New York: Schocken Books, 1968.
- Kurt Vonnegut. Mattatoio n. 5, 21–22. New York: Dell, 1968. ISBN 0-440-18029-5.
- George W. Coats. “Abraham's Sacrifice of Faith: A Form–Critical Study of Genesis 22.” Interpretation. 27 (1973) 389–400.
- James L. Crenshaw. “Journey into Oblivion: A Structural Analysis of Gen. 22:1–19.” Soundings. 58 (1975) 243–56.
- Elie Wiesel. “The Sacrifice of Isaac: a Survivor's Story.” In Messengers of God: Biblical Portraits & Legends, 69–102. New York: Random House, 1976. ISBN 0-394-49740-6.

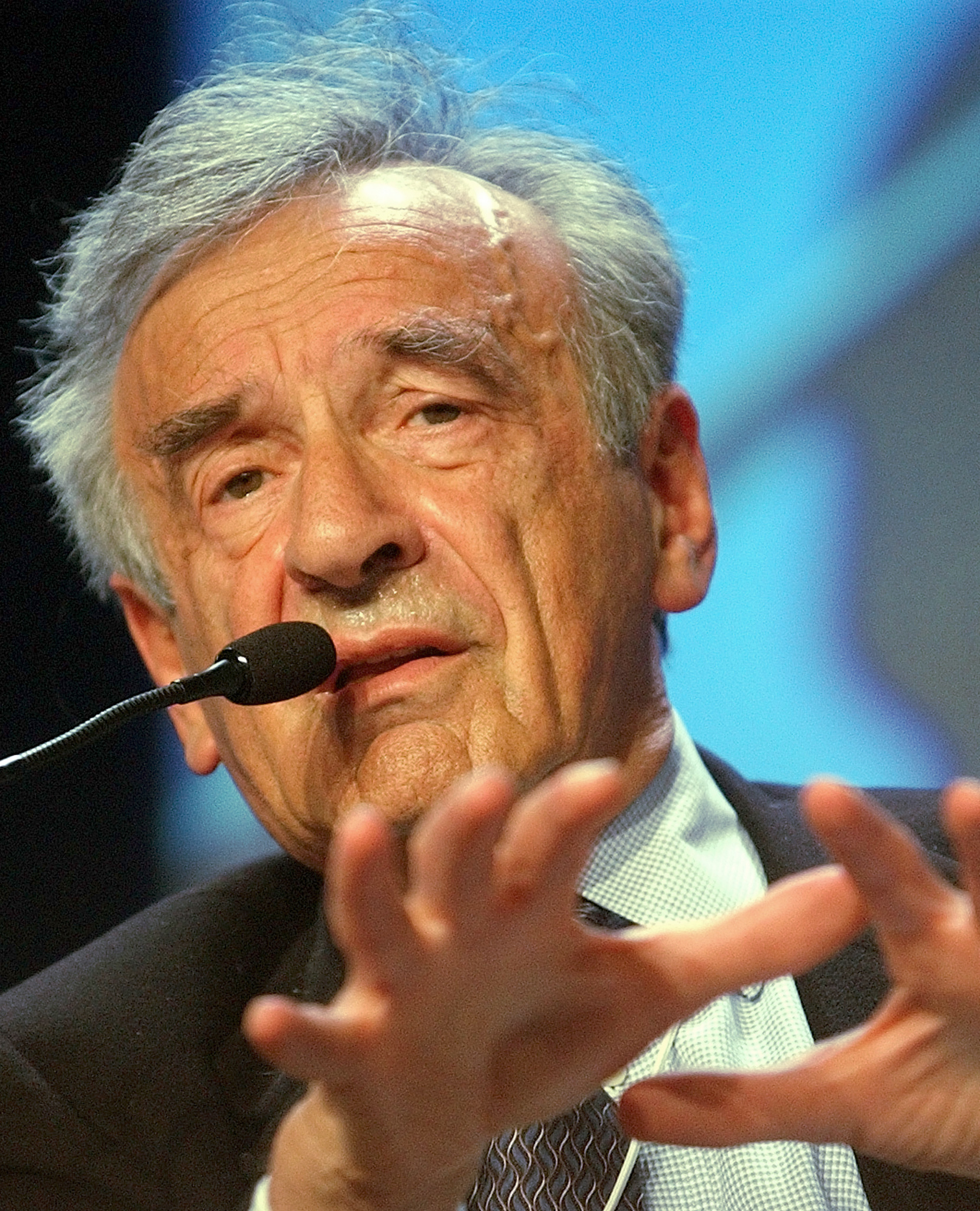
Wiesel

- Joseph Blenkinsopp. “Abraham and the Righteous of Sodom.” Journal of Jewish Studies. 33 (1982) 119–32.
- Sebastian Brock. “Genesis 22: Where Was Sarah?” Expository Times. 96 (1984) 14–17.
- Phyllis Trible. “Hagar: The Desolation of Rejection.” In Texts of Terror: Literary-Feminist Readings of Biblical Narratives, 9–35. Philadelphia: Fortress Press, 1984. ISBN 0-8006-1537-9.
- George W. Coats. “Lot: A Foil in the Abraham Saga.” In Understanding the Word: Essays in Honor of Bernhard W. Anderson. Edited by James T. Butler, Edgar W. Conrad, and Ben C. Ollenburger, pages 113–32. Sheffield: JSOT Press, 1985. ISBN 0-905774-88-4.
- Pat Barker. Regeneration, 149–50. New York: Dutton, 1992. ISBN 0-525-93427-8.
- Charles Oberndorf. Testing. New York: Spectra, 1993. ISBN 0-553-56181-2.
- Pat Schneider. Sarah Laughed. In Long Way Home: Poems, 46–47. Amherst, Mass.: Amherst Writers and Artists Press, 1993. ISBN 0-941895-11-4.
- Aaron Wildavsky. Assimilation versus Separation: Joseph the Administrator and the Politics of Religion in Biblical Israel, 5–6, 15, 17–29. New Brunswick, N.J.: Transaction Publishers, 1993. ISBN 1-56000-081-3.
- Joseph Soloveitchik. Abraham's Journey. KTAV Publishing House, 2008. ISBN 1-60280-004-9. (written before 1994).
- John Kaltner. “Abraham's Sons: How the Bible and Qur'an See the Same Story Differently.” Bible Review 18 (2) (Apr. 2002): 16–23, 45–46.
- Vocolot. “Sarah and Hagar.” In HeartBeat. Berkeley: Oyster Albums, 2002.
- Alan Lew. This Is Real and You Are Completely Unprepared: The Days of Awe as a Journey of Transformation, 122. Boston: Little, Brown and Co., 2003. ISBN 0-316-73908-1. (the Rosh Hashanah readings).
- Elie Wiesel. “Ishmael and Hagar” and “Lot's Wife.” In Wise Men and Their Tales: Portraits of Biblical, Talmudic, and Hasidic Masters, 3–28. New York: Schocken, 2003. ISBN 0-8052-4173-6.
- Anthony Hecht. Lot's Wife. In Collected Later Poems, 192. New York: Knopf, 2005. ISBN 0-375-71030-2.
- Aaron Wildavsky. Moses as Political Leader, 133–36. Jerusalem: Shalem Press, 2005. ISBN 965-7052-31-9.
- Barack Obama. The Audacity of Hope, 220. New York: Three Rivers Press, 2006. ISBN 978-0-307-23770-5.
- David Rosenberg. Abraham: The First Historical Biography. New York: Basic Books, 2006. ISBN 0-465-07094-9.
- Rosanna Warren. “Hagar.” In Harold Bloom. American Religious Poems, 379. Library of America, 2006. ISBN 978-1-931082-74-7.
- Suzanne A. Brody. “Lishma” and “Vayera.” In Dancing in the White Spaces: The Yearly Torah Cycle and More Poems, 32, 65. Shelbyville, Kentucky: Wasteland Press, 2007. ISBN 1-60047-112-9.
- Avivah Gottlieb Zornberg. The Beginning of Desire: Reflections on Genesis, pp. 97–122. New York: Image Books/Doubelday, 1995.
- Esther Jungreis. Life Is a Test, 19, 21, 27–29, 134, 214–15. Brooklyn: Shaar Press, 2007. ISBN 1-4226-0609-0.
- Pharaoh's Daughter. "Hagar." In Haran. Oyhoo Records, 2007.
- Jeff Pinkner e Brian K. Vaughan. “Catch-22.” In Lost. New York: ABC (Stati Uniti d'America), 2007. (Elementi del sacrificio di Isacco).
- Amos Frumkin. “How Lot's Wife Became a Pillar of Salt.” Biblical Archaeology Review. 35 (3) (2009): 39–44, 64.
- D.A. Powell. “bound isaac” Archiviato il 1º febbraio 2013 in Internet Archive. In Chronic: Poems, 58–59. Saint Paul: First Graywolf Printing, 2009. ISBN 1-55597-516-X.

### Testi
- "Parashat Vaierà", su torah.it
- "Parashat Vaierà" cantata, su torah.it
- Masoretic text and 1917 JPS translation, su mechon-mamre.org.
- Parshah cantata Archiviato il 14 maggio 2011 in Internet Archive. (audio)
- Parshah in ebraico (audio)

### Commentari
- Academy for Jewish Religion, California, su ajrca.org.
- Academy for Jewish Religion, New York, su ajrsem.org.
- Aish.com[collegamento interrotto].
- Akhlah: The Jewish Children’s Learning Network, su akhlah.com. URL consultato il 3 febbraio 2013 (archiviato dall'url originale il 10 novembre 2012).
- American Jewish University, su judaism.ajula.edu (archiviato dall'url originale il 20 febbraio 2012).
- Anshe Emes Synagogue, Los Angeles, su anshe.org. URL consultato il 3 febbraio 2013 (archiviato dall'url originale il 1º novembre 2012).
- Ari Goldwag, su arigoldwag.com. URL consultato il 3 febbraio 2013 (archiviato dall'url originale il 27 luglio 2013).
- Bar-Ilan University, su biu.ac.il. URL consultato il 3 febbraio 2013 (archiviato dall'url originale il 27 settembre 2012).
- Chabad.org.
- eparsha.com.
- G-dcast, su g-dcast.com. URL consultato il 3 febbraio 2013 (archiviato dall'url originale il 20 marzo 2013).
- The Israel Koschitzky Virtual Beit Midrash, su vbm-torah.org. URL consultato il 3 febbraio 2013 (archiviato dall'url originale il 2 novembre 2011).
- Jewish Agency for Israel, su jewishagency.org. URL consultato il 3 febbraio 2013 (archiviato dall'url originale il 30 settembre 2012).
- Jewish Theological Seminary (XML), su jtsa.edu. URL consultato il 3 febbraio 2013 (archiviato dall'url originale l'11 marzo 2013).
- Krista Tippett on Being, su speakingoffaith.publicradio.org. URL consultato il 3 febbraio 2013 (archiviato dall'url originale il 15 dicembre 2008).
- Miriam Aflalo, su mishpacha.com. URL consultato il 3 febbraio 2013 (archiviato dall'url originale il 6 aprile 2012).
- MyJewishLearning.com. URL consultato il 3 febbraio 2013 (archiviato dall'url originale il 7 ottobre 2008).
- Ohr Sameach, su ohr.edu.
- Orthodox Union, su ou.org.
- OzTorah, Torah from Australia, su oztorah.com.
- Oz Ve Shalom — Netivot Shalom, su netivot-shalom.org.il. URL consultato il 3 febbraio 2013 (archiviato dall'url originale il 24 giugno 2010).

- Pardes from Jerusalem, su pardes.org.il. URL consultato il 3 febbraio 2013 (archiviato dall'url originale l'8 settembre 2011).
- Parshah Parts (PDF), su parshaparts.com. URL consultato il 3 febbraio 2013 (archiviato dall'url originale l'8 marzo 2012).
- Rabbi Dov Linzer, su rabbidovlinzer.blogspot.com.
- RabbiShimon.com. URL consultato il 3 febbraio 2013 (archiviato dall'url originale il 15 dicembre 2018).
- Rabbi Shlomo Riskin, su ohrtorahstone.org.il. URL consultato il 3 febbraio 2013 (archiviato dall'url originale il 21 agosto 2011).
- Rabbi Shmuel Herzfeld, su rabbishmuel.com. URL consultato il 3 febbraio 2013 (archiviato dall'url originale l'11 marzo 2013).
- Reconstructionist Judaism, su www4.jrf.org. URL consultato il 3 febbraio 2013 (archiviato dall'url originale il 16 febbraio 2006).
- Sephardic Institute, su judaicseminar.org.
- Shiur.com.
- 613.org Jewish Torah Audio, su 613.org. URL consultato il 3 febbraio 2013 (archiviato dall'url originale il 25 agosto 2011).
- Tanach Study Center, su tanach.org.
- Torah from Dixie, su tfdixie.com. URL consultato il 3 febbraio 2013 (archiviato dall'url originale il 13 maggio 2019).
- Torah.it, su archivio-torah.it.
- Torah.org.
- TorahVort.com.
- Union for Reform Judaism, su urj.org. URL consultato il 3 febbraio 2013 (archiviato dall'url originale il 17 giugno 2009).
- United Hebrew Congregations of the Commonwealth, su chiefrabbi.org.
- United Synagogue of Conservative Judaism, su uscj.org. URL consultato il 3 febbraio 2013 (archiviato dall'url originale il 14 agosto 2012).
- What’s Bothering Rashi?, su shemayisrael.com.
- Yeshivat Chovevei Torah, su yctorah.org.
- Yeshiva University, su yutorah.org. URL consultato il 3 febbraio 2013 (archiviato dall'url originale il 18 dicembre 2019).

1. ↑   Genesi 7:12-23, su La Parola - La Sacra Bibbia in italiano in Internet.
2. ↑   Genesi 12:10-20, su La Parola - La Sacra Bibbia in italiano in Internet.
3. ↑   Genesi 15:5, su La Parola - La Sacra Bibbia in italiano in Internet.
4. ↑   Genesi 26:1-33, su La Parola - La Sacra Bibbia in italiano in Internet.
5. ↑   Esodo 2:3, su La Parola - La Sacra Bibbia in italiano in Internet.
6. ↑   Esodo 12:29-30, su La Parola - La Sacra Bibbia in italiano in Internet.
7. ↑   Esodo 13:11-15, su La Parola - La Sacra Bibbia in italiano in Internet.
8. ↑   Esodo 22:28-29, su La Parola - La Sacra Bibbia in italiano in Internet.
9. ↑   Numeri 22:21-22, su La Parola - La Sacra Bibbia in italiano in Internet.
10. ↑   Deuteronomio 1:10, su La Parola - La Sacra Bibbia in italiano in Internet.
11. ↑   Giudici 11:1-40, su La Parola - La Sacra Bibbia in italiano in Internet.
12. ↑   Giudici 19:1-30, su La Parola - La Sacra Bibbia in italiano in Internet.
13. ↑   2Re 3:26-27, su La Parola - La Sacra Bibbia in italiano in Internet.
14. ↑   2Re 16:2-3, su La Parola - La Sacra Bibbia in italiano in Internet.
15. ↑   2Re 21:1-6, su La Parola - La Sacra Bibbia in italiano in Internet.
16. ↑   Geremia 32:27, su La Parola - La Sacra Bibbia in italiano in Internet.
17. ↑   Ezechiele 9:4-6, su La Parola - La Sacra Bibbia in italiano in Internet.
18. ↑   Ezechiele 16:3-5, su La Parola - La Sacra Bibbia in italiano in Internet.
19. ↑   Ezechiele 16:46-51, su La Parola - La Sacra Bibbia in italiano in Internet.
20. ↑   Ezechiele 20:25-26, su La Parola - La Sacra Bibbia in italiano in Internet.
21. ↑   Ebrei 11:11-19, su La Parola - La Sacra Bibbia in italiano in Internet.
22. ↑   Giacomo 2:20-24, su La Parola - La Sacra Bibbia in italiano in Internet.
23. ↑   Deuteronomio 2:3, su La Parola - La Sacra Bibbia in italiano in Internet.